# Spalding Bay
Spalding Bay – zatoka jeziora Jackson Lake na terenie hrabstwa Teton w Wyoming. Na jej terenie występuje populacja palii jeziorowych.

## Etymologia nazwy
Nazwa pochodzi od Bishopa Spaldinga, który w 1898 roku wspiął się na szczyt górski Grand Teton.

## Geografia
Spalding Bay jest najbardziej wysuniętą na południe zatoką jeziora Jackson Lake. W środku zatoki znajdują się dwie bezimienne wyspy. Tuż przy zatoce znajduje się także półwysep Deadman Point. Najbliżej położonymi miejscowościami są Colter Bay Village, Moran oraz Elk.